# Циклін-залежна кіназа 8
CDK8 (англ. Cyclin dependent kinase 8) – білок, який кодується однойменним геном, розташованим у людей на короткому плечі 13-ї хромосоми. Довжина поліпептидного ланцюга білка становить 464 амінокислот, а молекулярна маса — 53 284.
| 10         |  | 20         |  | 30         |  | 40         |  | 50         |
| ---------- |  | ---------- |  | ---------- |  | ---------- |  | ---------- |
| MDYDFKVKLS |  | SERERVEDLF |  | EYEGCKVGRG |  | TYGHVYKAKR |  | KDGKDDKDYA |
| LKQIEGTGIS |  | MSACREIALL |  | RELKHPNVIS |  | LQKVFLSHAD |  | RKVWLLFDYA |
| EHDLWHIIKF |  | HRASKANKKP |  | VQLPRGMVKS |  | LLYQILDGIH |  | YLHANWVLHR |
| DLKPANILVM |  | GEGPERGRVK |  | IADMGFARLF |  | NSPLKPLADL |  | DPVVVTFWYR |
| APELLLGARH |  | YTKAIDIWAI |  | GCIFAELLTS |  | EPIFHCRQED |  | IKTSNPYHHD |
| QLDRIFNVMG |  | FPADKDWEDI |  | KKMPEHSTLM |  | KDFRRNTYTN |  | CSLIKYMEKH |
| KVKPDSKAFH |  | LLQKLLTMDP |  | IKRITSEQAM |  | QDPYFLEDPL |  | PTSDVFAGCQ |
| IPYPKREFLT |  | EEEPDDKGDK |  | KNQQQQQGNN |  | HTNGTGHPGN |  | QDSSHTQGPP |
| LKKVRVVPPT |  | TTSGGLIMTS |  | DYQRSNPHAA |  | YPNPGPSTSQ |  | PQSSMGYSAT |
| SQQPPQYSHQ |  | THRY       |  |            |  |            |  |            |

A: Аланін

C: Цистеїн

D: Аспарагінова кислота

E: Глутамінова кислота

F: Фенілаланін

G: Гліцин

H: Гістидин

I: Ізолейцин

K: Лізин

L: Лейцин

M: Метіонін

N: Аспарагін

P: Пролін

Q: Глутамін

R: Аргінін

S: Серин

T: Треонін

V: Валін

W: Триптофан

Кодований геном білок за функціями належить до трансфераз, репресорів, кіназ, серин/треонінових протеїнкіназ, активаторів. 
Задіяний у таких біологічних процесах, як транскрипція, регуляція транскрипції, альтернативний сплайсинг. 
Білок має сайт для зв'язування з АТФ, нуклеотидами. 
Локалізований у ядрі.